# Dirk Vansina (politicus)
Dirk Johanna Joris Vansina (Leuven, 10 december 1959) is een Vlaams christendemocratisch politicus en momenteel schepen voor CD&V Leuven. Hij is de zoon van voormalig Leuvens burgemeester Alfred Vansina.
Vansina is afgestudeerd als bio-ingenieur aan de Katholieke Universiteit Leuven en was onder meer directeur van het provinciedomein in Kessel-Lo. Hij woont in Kessel-Lo, is gehuwd en vader van een dochter. Hij is lid van onder meer de Jaartallen van Leuven, ACW Leuven en Davidsfonds.

## Politieke loopbaan
Als Leuvens schepen is Vansina in de legislatuur 2019-2024 bevoegd voor Openbare Werken, Restauraties, Jeugd en Burgerzaken. Hij behaalde tijdens de Belgische lokale verkiezingen 2018 een totaal van 3.384 voorkeurstemmen, het op een na hoogste aantal stemmen binnen het huidige Leuvense stadsbestuur. Na de Belgische lokale verkiezingen 2024 verwierf hij met 3.275 voorkeurstemmen de op vier na hoogste score en werd zijn schepenenportefeuille herschikt naar de bevoegdheden Ruimtelijke planning, Openbare werken, Mobiliteit en Erfgoed.
Zijn politieke loopbaan in Leuven begon als gemeenteraadslid in 2001. In de legislatuur 2007-2012 werd hij voor het eerst schepen, bevoegd voor Burgerzaken, Toerisme, Monumentenzorg en Feestelijkheden. Tussentijds, van 2008 tot 2011, nam hij ook de bevoegdheid Financiën op, toen medeschepen Carl Devlies staatssecretaris was voor de Coördinatie van de Fraudebestrijding in de Regering-Leterme I, Regering-Van Rompuy en de Regering-Leterme II.
Vansina werd opnieuw schepen in 2013 en nam dezelfde bevoegdheden op, in combinatie met jeugd. Tijdens deze legislatuur was hij voorzitter van Intermixt, de Belgische koepel van de gemengde energie-intercommunales. Hij is huidig bestuurder bij Iverlek en AquaFlanders.
In januari 2023 maakte de Leuvense CD&V bekend dat Dirk Vansina hun lijsttrekker wordt voor de Belgische lokale verkiezingen 2024 op zondag 13 oktober 2024.

## Realisaties
Voor het Leuvense openbaar domein lanceerde Vansina sinds 2019 een intensief investeringsprogramma. Het Alfons Smetsplein en het Hoornplein werden grondig vernieuwd en tal van nieuwe speel- en sportterreinen en groenelementen in Leuvense wijken werden aangelegd. Daarbij geldt de richtlijn dat elke Leuvenaar binnen een straal van 400 meter rond zijn woning een speel- en ontmoetingsplek moet kunnen vinden. Opvallend is de keuze voor waterdoorlatendheid. Vansina lanceerde in 2020 het programma ‘Hier dringt het door’, om burgers inspraak te geven over ontharding in de stad.
Vansina startte als Leuvens schepen van Monumentenzorg verschillende belangrijke restauratiedossiers op: de Donatustoren in het Sint-Donatuspark, het Handbooghof, de Sint-Jacobskerk en de gevelreiniging en restauratie van de historische salons van het stadhuis van Leuven. Hij legde met de restauratie van de Mariapoort de basis voor het grootse restauratieproject van de Abdij van Park, dat in 2025 afgerond moet zijn. Onder zijn bestuur werd het herbestemmingsproject van het Leuvens stadhuis opgestart en kreeg de stad een eigen erfgoedcel
Voor de Leuvense jeugd liet Vansina via MIJNLEUVEN, het jongerenlabel van de stad, een gedeelte van het historische stadhuis inrichten als ontmoetingsplek.  Ook Stelplaats, een plek waar jongeren baas zijn in een oude busstelplaats van De Lijn, kwam er onder zijn impuls. Hij zorgde voor een versoepeling van het subsidiereglement voor jeugdinfrastructuur, zodat verschillende jeugdbewegingen hun lokalen konden vernieuwen. De stad Leuven ontving in 2016 en 2022 het label van Kindvriendelijke Stad, uitgereikt door Bataljong (een netwerk van experts op het vlak van lokaal beleid voor kinderen en jongeren).  Daarnaast was Vansina de voortrekker van het Groot Verlof, het zomerprogramma van de stad Leuven.
Vansina gaf de impuls om de werking van de burgerlijke stand in Leuven te digitaliseren: de aktes werden digitaal, evenals de aangiftes van geboorte en de bewonersparkeerkaart. Ook voerde hij het bezoek op afspraak in aan de loketdiensten van het Leuvense stadskantoor. Als aanblijvend schepen van burgerlijke stand mocht Vansina de voorbije 15 jaar al meer dan 5.000 Leuvense koppels in de echt verbinden.